# 北濟陰郡 (南兗州)
北濟陰郡，中國劉宋時設置的僑郡。

## 沿革
宋明帝泰始二年（466年），失淮北四州。後以南兗州境內的徐州北濟陰郡流民僑置北濟陰郡，屬南兗州，無實土，民戶散居在今江蘇省揚州、高郵、姜堰等市一帶。領六僑縣：廣平、定陶、陽平、上黨、冤句、館陶。
齊武帝永明元年（483年）土斷，廢北濟陰郡及其所領六僑縣入廣陵郡，民戶改屬所處的實土郡縣。